# Яншань (Цинъюань)
Янша́нь (кит. упр. 阳山, пиньинь Yángshān) — уезд городского округа Цинъюань провинции Гуандун (КНР).

## История
Уезд был создан ещё во времена империи Хань, во II веке до н.э.
В 803 году здесь побывал известный поэт Хань Юй, оставивший воспоминания об этом событии.
После вхождения этих мест в состав КНР был образован Специальный район Бэйцзян (北江专区), и уезд вошёл в его состав. В 1952 году Специальный район Бэйцзян был расформирован, и уезд перешёл в состав Административного района Юэбэй (粤北行政区). В конце 1955 года было принято решение о расформировании Административного района Юэбэй, и с 1956 года уезд вошёл в состав Специального района Шаогуань (韶关专区). 
В 1959 году Ляньнань-Яоский автономный уезд, Ляньшань-Чжуан-Яоский автономный уезд, и уезды Ляньсянь и Яншань были объединены в Ляньянский многонациональный уезд (连阳各族自治县). В 1960 году уезд Яншань был воссоздан.
В 1970 году Специальный район Шаогуань был переименован в Округ Шаогуань (韶关地区).
В июле 1983 года округ Шаогуань был преобразован в городской округ Шаогуань.
Постановлением Госсовета КНР от 7 января 1988 года был образован городской округ Цинъюань, и уезд перешёл в его состав.

## Население
Уезд Яншань является родиной многочисленных хуацяо, чьи диаспоры расположены в Малайзии, Сингапуре и США. 

## Административное деление
Уезд делится на 12 посёлков и 1 национальную волость.